# 李文森
李文森（?—？），字恕階，號海珊，贵州鎮遠人，清政治人物，同進士出身。

## 生平
道光三十年（1850年）庚戌科進士，三甲七十一名，由知縣至安徽按察使。